# Li Yang (Skispringer)
Li Yang (chinesisch 李 洋, Pinyin Lǐ Yáng; * 31. März 1980) ist ein ehemaliger chinesischer Skispringer.

## Werdegang
Er nahm an der Nordischen Skiweltmeisterschaft 2005 in Oberstdorf teil, wo er wie auch seine Teamkollegen nur auf den hintersten Plätzen landete. Im Teamwettbewerb wurde er mit Tian Zhandong, Wang Jianxun und Chengbo Li in beiden Wettbewerben vorletzter. Yang nahm auch an den Olympischen Winterspielen 2006 in Turin teil. Dabei war er zwar wie in Oberstdorf bester Chinese, konnte sich gegen die Weltspitze jedoch nicht behaupten. Er wurde zusammen mit Tian Zhandong, Wang Jianxun und Yang Guang im Teamwettkampf Letzter. Nach langer Weltcuppause sah man ihn im Januar 2010 zusammen mit Tian Zhandong in Sapporo. Er konnte sich allerdings nicht für den Wettbewerb qualifizieren. Bei den Winterasienspielen 2011 in Almaty belegte Li mit dem Team den vierten und damit letzten Platz. Der zwei Tage später folgende Einzelwettbewerb, den Yang auf Platz zwölf abschloss, war zugleich sein letzter bestrittener Wettbewerb. Kurz darauf beendete Yang seine aktive Sportlerkarriere.